# Copa do Brasil 2009
Der Copa do Brasil 2009 war die 21. Austragung dieses nationalen Fußball-Pokal-Wettbewerbs in Brasilien. Die Copa wurde vom Brasilianischen Sportverband, dem CBF, ausgerichtet. Der Pokalsieger war als Teilnehmer an der Copa Libertadores 2010 qualifiziert.

## Saisonverlauf
Der Wettbewerb startete am 18. Februar 2009 in seine Saison und endete am 1. Juli 2009. Am Ende der Saison gewann der SC Corinthians aus São Paulo den Titel zum dritten Mal. Torschützenkönig wurde Taison vom SC Internacional mit 7 Treffern.
Höchste Siege
- EC Bahia – Potiguar ACD: 6:1 (19. März 2009 – 1. Runde Rückspiel)
- AA Ponte Preta – Vilhena EC: 6:1 (18. März 2009 – 1. Runde Rückspiel)

## Modus
Der Modus bestand aus einem K.-o.-System. Für die ersten beiden Runden bestand die Regelung, dass wenn eine Mannschaft in einem Auswärts-Hinspiel mit mindestens zwei Toren unterschied gewinnt, es kein Rückspiel gibt.	
Es zählte das Torverhältnis. Bei Gleichheit wurde die Auswärtstorregel angewandt. Stand nach heranziehen dieser kein Sieger fest, wurde dieser im Elfmeterschießen ermittelt.

## Teilnehmer
Das Teilnehmerfeld bestand aus den 10 besten Klubs aus dem CBF Ranking aus 2008. Die weiteren  54 Teilnehmer ergaben sich aus den Fußballmeisterschaften der Bundesstaaten von Brasilien 2008 oder deren Pokalwettbewerben.
Sechs Teilnehmer aus dem CBF Ranking nahmen aufgrund ihrer Teilnahme an der Copa Libertadores 2009 nicht an der Copa do Brasil teil. Dieses waren:
- Grêmio FBPA (CBF – 1.)
- FC São Paulo (CBF – 5.)
- SE Palmeiras (CBF – 7.)
- Cruzeiro EC (CBF – 9.)
- Sport Recife (CBF – 15.)

Aus dem Teilnehmerfeld aus den Staatsmeisterschaften qualifizierten sich 15 Teams aus dem CBF Ranking. Dieses waren:
- CR Flamengo (CBF – 4.)
- Atlético Mineiro (CBF – 6)
- SC Internacional (CBF – 8)
- Botafogo FR (CBF – 12)
- Goiás EC (CBF – 14.)
- Coritiba FC (CBF – 16.)
- EC Bahia (CBF – 18.)
- Athletico Paranaense (CBF – 19.)
- EC Vitória (CBF – 20.)
- Náutico Capibaribe (CBF – 22.)
- AA Ponte Preta (CBF – 24.)
- Clube do Remo (CBF – 26.)
- EC Juventude (CBF – 27.)
- Fortaleza EC (CBF – 28.)
- Criciúma EC (CBF – 28.)

Die freien Plätze im Ranking wurden durch die nachfolgenden Klubs belegt.

### Teilnehmer CBF Ranking
| Bundesstaat | Klub                               | Platz |
| ----------- | ---------------------------------- | ----- |
| SP          | SC Corinthians                     | 2.    |
| RJ          | CR Vasco da Gama                   | 3.    |
| SP          | FC Santos                          | 10.   |
| RJ          | Fluminense FC                      | 11.   |
| SP          | Guarani FC                         | 13.   |
| SP          | Associação Portuguesa de Desportos | 17.   |
| PE          | Santa Cruz FC                      | 21.   |
| PR          | Paraná Clube                       | 23.   |
| CE          | Ceará SC                           | 25.   |
| RN          | América FC (RN)                    | 24.   |

### Teilnehmer Staatsmeisterschaften
| Bundesstaat         | Klub                     | Qualifizierung          |
| ------------------- | ------------------------ | ----------------------- |
| Acre                | Rio Branco FC (AC)       | Staatsmeister 2008      |
| Alagoas             | CS Alagoano              | Staatsmeister 2008      |
| Alagoas             | AS Arapiraquense         | Vize-Staatsmeister 2008 |
| Amapá               | Cristal AC               | Staatsmeister 2008      |
| Amazonas            | Holanda EC               | Staatsmeister 2008      |
| Amazonas            | Nacional Fast Clube      | Vize-Staatsmeister 2008 |
| Bahia               | EC Vitória               | Staatsmeister 2008      |
| Bahia               | EC Bahia                 | Vize-Staatsmeister 2008 |
| Brasília            | Brasiliense FC           | Staatsmeister 2008      |
| Brasília            | EC Dom Pedro Bandeirante | Vize-Staatsmeister 2008 |
| Ceará               | Fortaleza EC             | Staatsmeister 2008      |
| Ceará               | ADRC Icasa               | Vize-Staatsmeister 2008 |
| Espírito Santo      | SD Serra FC              | Staatsmeister 2008      |
| Espírito Santo      | Desportiva Ferroviária   | Staatspokal Sieger 2008 |
| Goiás               | Itumbiara EC             | Staatsmeister 2008      |
| Goiás               | Goiás EC                 | Vize-Staatsmeister 2008 |
| Maranhão            | Moto Club de São Luís    | Staatsmeister 2008      |
| Maranhão            | Sampaio Corrêa FC        | Vize-Staatsmeister 2008 |
| Mato Grosso         | Mixto EC                 | Staatsmeister 2008      |
| Mato Grosso         | União EC                 | Vize-Staatsmeister 2008 |
| Mato Grosso do Sul  | Ivinhema FC              | Staatsmeister 2008      |
| Mato Grosso do Sul  | Misto EC                 | Vize-Staatsmeister 2008 |
| Minas Gerais        | Atlético Mineiro         | Staatsmeister 2008      |
| Minas Gerais        | Tupi FC                  | 3. Staatsmeister 2008   |
| Minas Gerais        | América Mineiro          | 2. Staatspokal 2008     |
| Pará                | Clube do Remo            | Staatsmeister 2008      |
| Pará                | Águia de Marabá FC       | Vize-Staatsmeister 2008 |
| Paraíba             | Campinense Clube         | Staatsmeister 2008      |
| Paraíba             | Nacional AC (PB)         | Staatspokal Sieger 2008 |
| Paraná              | Coritiba FC              | Staatsmeister 2008      |
| Paraná              | Athletico Paranaense     | Vize-Staatsmeister 2008 |
| Paraná              | J. Malucelli Futebol     | Staatspokal Sieger 2007 |
| Pernambuco          | Náutico Capibaribe       | Vize-Staatsmeister 2008 |
| Pernambuco          | Central SC               | 3. Staatsmeister 2008   |
| Piauí               | Barras FC                | Staatsmeister 2008      |
| Piauí               | EC Flamengo              | Staatspokal Sieger 2008 |
| Rio de Janeiro      | CR Flamengo              | Staatsmeister 2008      |
| Rio de Janeiro      | Botafogo FR              | Vize-Staatsmeister 2008 |
| Rio de Janeiro      | Americano FC (RJ)        | 2. Staatspokal 2008     |
| Rio Grande do Norte | ABC Natal                | Staatsmeister 2008      |
| Rio Grande do Norte | Potiguar ACD             | Vize-Staatsmeister 2008 |
| Rio Grande do Sul   | SC Internacional         | 3. Staatsmeister 2008   |
| Rio Grande do Sul   | EC Juventude             | 4. Staatsmeister 2008   |
| Rio Grande do Sul   | SER Caxias do Sul        | Staatspokal Sieger 2008 |
| Rondônia            | Vilhena EC               | Vize-Staatsmeister 2008 |
| Roraima             | Atlético Roraima         | Staatsmeister 2008      |
| Santa Catarina      | Figueirense FC           | Staatsmeister 2008      |
| Santa Catarina      | Criciúma EC              | Sieger Torneio Seletivo |
| São Paulo           | AA Ponte Preta           | 2. Staatsmeister 2008   |
| São Paulo           | Guaratinguetá Futebol    | 4. Staatsmeister 2008   |
| São Paulo           | CA Sorocaba              | Staatspokalsieger 2008  |
| Sergipe             | AD Confiança             | Staatsmeister 2008      |
| Sergipe             | AO Itabaiana             | 2. Staatspokal 2008     |
| Tocantins           | Tocantins FC             | Staatsmeister 2008      |

## Turnierverlauf

### 1. Runde
|                        | Gesamt          |                      | Hinspiel | Rückspiel |
| ---------------------- | --------------- | -------------------- | -------- | --------- |
| EC Flamengo            | 1:4             | CR Vasco da Gama     | 1:4      | -         |
| Central SC             | 1:1             | Ceará SC             | 0:0      | 1:1       |
| ADRC Icasa             | 2:2 (4:3 i. E.) | Portuguesa           | 1:1      | 1:1       |
| AD Confiança           | 3:2             | América FC (RN)      | 3:2      | 0:0       |
| AO Itabaiana           | 1:4             | Atlético Mineiro     | 0:5      | -         |
| Guaratinguetá Futebol  | 3:2             | SER Caxias do Sul    | 2:0      | 1:2       |
| AS Arapiraquense       | 2:2 (4:5 i. E.) | EC Vitória           | 1:1      | 1:1       |
| CA Sorocaba            | 1:2             | EC Juventude         | 1:0      | 0:2       |
| Itumbiara EC           | 0:2             | SC Corinthians       | 0:2      | -         |
| Misto EC               | 2:2 (3:2 i. E.) | Campinense Clube     | 1:1      | 1:1       |
| Tocantins FC           | 0:3             | Athletico Paranaense | 0:3      | -         |
| Nacional Fast Clube    | 1:5             | ABC Natal            | 1:1      | 0:4       |
| Nacional AC (Patos)    | 0:4             | Fluminense FC        | 0:1      | 0:3       |
| Águia de Marabá FC     | 3:1             | América Mineiro      | 2:1      | 1:0       |
| Atlético Roraima       | 1:3             | Goiás EC             | 1:3      | -         |
| Cristal AC             | 2:5             | Brasiliense FC       | 1:2      | 1:3       |
| Dom Pedro II           | 0:2             | Botafogo FR          | 0:2      | -         |
| Americano FC (RJ)      | 6:2             | Santa Cruz FC        | 2:0      | 4:2       |
| Vilhena EC             | 2:8             | AA Ponte Preta       | 1:2      | 1:6       |
| Sampaio Corrêa FC      | 4:4             | Figueirense FC       | 3:2      | 1:2       |
| Rio Branco FC (AC)     | 1:6             | FC Santos            | 1:2      | 0:4       |
| SD Serra FC            | 3:6             | CS Alagoano          | 2:3      | 1:3       |
| Holanda EC             | 1:5             | Coritiba FC          | 1:2      | 0:3       |
| Potiguar ACD           | 3:8             | EC Bahia             | 2:2      | 1:6       |
| Ivinhema FC            | 0:5             | CR Flamengo          | 0:5      | -         |
| Barras FC              | 0:3             | Clube do Remo        | 0:1      | 0:2       |
| Mixto EC               | 3:3 (2:4 i. E.) | Paraná Clube         | 1:2      | 2:1       |
| Desportiva Ferroviária | 1:4             | Fortaleza EC         | 1:1      | 0:3       |
| União EC               | 1:2             | SC Internacional     | 1:0      | 0:2       |
| J. Malucelli Futebol   | 1:2             | Guarani FC           | 0:2      | -         |
| Moto Club de São Luís  | 1:3             | Náutico Capibaribe   | 1:1      | 0:2       |
| Tupi FC                | 2:3             | Criciúma EC          | 2:0      | 0:3       |

### 2. Runde
|                       | Gesamt          |                      | Hinspiel | Rückspiel |
| --------------------- | --------------- | -------------------- | -------- | --------- |
| Central SC            | 0:3             | CR Vasco da Gama     | 0:3      | -         |
| ADRC Icasa            | 2:1             | AD Confiança         | 0:0      | 2:1       |
| EC Juventude          | 2:3             | EC Vitória           | 1:2      | 1:1       |
| Guaratinguetá Futebol | 2:4             | Atlético Mineiro     | 2:2      | 2:4       |
| ABC Natal             | 3:5             | Athletico Paranaense | 2:2      | 1:3       |
| Misto EC              | 0:2             | SC Corinthians       | 0:2      | -         |
| Brasiliense FC        | 1:5             | Goiás EC             | 0:1      | 1:4       |
| Águia de Marabá FC    | 2:4             | Fluminense FC        | 2:1      | 0:3       |
| Americano FC (RJ)     | 3:3 (5:4 i. E.) | Botafogo FR          | 2:1      | 1:2       |
| Figueirense FC        | 2:2             | AA Ponte Preta       | 2:2      | 0:0       |
| CS Alagoano           | 1:0             | FC Santos            | 0:0      | 1:0       |
| EC Bahia              | 2:2             | Coritiba FC          | 2:2      | 0:0       |
| Clube do Remo         | 0:2             | CR Flamengo          | 0:2      | -         |
| Fortaleza EC          | 3:2             | Paraná Clube         | 2:1      | 1:1       |
| Criciúma EC           | 4:5             | Náutico Capibaribe   | 2:2      | 2:3       |
| Guarani FC            | 1:7             | SC Internacional     | 1:2      | 0:5       |

### Turnierplan ab Achtelfinale
|  | Achtelfinale         | Achtelfinale     | Achtelfinale |                |   | Viertelfinale | Viertelfinale | Viertelfinale |  |  | Halbfinale | Halbfinale | Halbfinale |  |  | Finale | Finale | Finale |
|  |                      |                  |              |                |   |               |               |               |  |  |            |            |            |  |  |        |        |        |
|  | Vasco                | 1                | 4            |                |   |               |               |               |  |  |            |            |            |  |  |        |        |        |
|  | ADRC Icasa           | 1                | 1            |                |   |               |               |               |  |  |            |            |            |  |  |        |        |        |
|  | ADRC Icasa           | 1                | 1            | Vasco          | 4 | 1             |               |               |  |  |            |            |            |  |  |        |        |        |
|  |                      |                  |              | Vasco          | 4 | 1             |               |               |  |  |            |            |            |  |  |        |        |        |
|  |                      | EC Vitória       | 0            | 1              |   |               |               |               |  |  |            |            |            |  |  |        |        |        |
|  | EC Vitória           | EC Vitória       | 0            | 1              | 3 | 0             |               |               |  |  |            |            |            |  |  |        |        |        |
|  | EC Vitória           |                  |              |                | 3 | 0             |               |               |  |  |            |            |            |  |  |        |        |        |
|  | Atlético Mineiro     | 0 (5)            | 3 (4)        |                |   |               |               |               |  |  |            |            |            |  |  |        |        |        |
|  | Atlético Mineiro     | 0 (5)            | 3 (4)        | Vasco          | 1 | 0             |               |               |  |  |            |            |            |  |  |        |        |        |
|  |                      |                  |              |                |   |               |               |               |  |  |            |            |            |  |  |        |        |        |
|  |                      | SC Corinthians   | 1            | 0              |   |               |               |               |  |  |            |            |            |  |  |        |        |        |
|  | Athletico Paranaense | SC Corinthians   | 1            | 0              | 3 | 0             |               |               |  |  |            |            |            |  |  |        |        |        |
|  | Athletico Paranaense |                  |              |                | 3 | 0             |               |               |  |  |            |            |            |  |  |        |        |        |
|  | SC Corinthians       | 2                | 2            |                |   |               |               |               |  |  |            |            |            |  |  |        |        |        |
|  | SC Corinthians       | 2                | 2            | SC Corinthians | 1 | 2             |               |               |  |  |            |            |            |  |  |        |        |        |
|  |                      |                  |              | SC Corinthians | 1 | 2             |               |               |  |  |            |            |            |  |  |        |        |        |
|  |                      | Fluminense FC    | 0            | 2              |   |               |               |               |  |  |            |            |            |  |  |        |        |        |
|  | Goiás EC             | Fluminense FC    | 0            | 2              | 2 | 1             |               |               |  |  |            |            |            |  |  |        |        |        |
|  | Goiás EC             |                  |              |                | 2 | 1             |               |               |  |  |            |            |            |  |  |        |        |        |
|  | Fluminense FC        | 2                | 1            |                |   |               |               |               |  |  |            |            |            |  |  |        |        |        |
|  | Fluminense FC        | 2                | 1            | SC Corinthians | 2 | 2             |               |               |  |  |            |            |            |  |  |        |        |        |
|  |                      |                  |              |                |   |               |               |               |  |  |            |            |            |  |  |        |        |        |
|  |                      | SC Internacional | 0            | 2              |   |               |               |               |  |  |            |            |            |  |  |        |        |        |
|  | Americano            | SC Internacional | 0            | 2              | 0 | 1             |               |               |  |  |            |            |            |  |  |        |        |        |
|  | Americano            |                  |              |                | 0 | 1             |               |               |  |  |            |            |            |  |  |        |        |        |
|  | AA Ponte Preta       | 0                | 2            |                |   |               |               |               |  |  |            |            |            |  |  |        |        |        |
|  | AA Ponte Preta       | 0                | 2            | AA Ponte Preta | 2 | 0             |               |               |  |  |            |            |            |  |  |        |        |        |
|  |                      |                  |              | AA Ponte Preta | 2 | 0             |               |               |  |  |            |            |            |  |  |        |        |        |
|  |                      | Coritiba FC      | 2            | 1              |   |               |               |               |  |  |            |            |            |  |  |        |        |        |
|  | CS Alagoano          | Coritiba FC      | 2            | 1              | 0 | 0             |               |               |  |  |            |            |            |  |  |        |        |        |
|  | CS Alagoano          |                  |              |                | 0 | 0             |               |               |  |  |            |            |            |  |  |        |        |        |
|  | Coritiba FC          | 4                | 3            |                |   |               |               |               |  |  |            |            |            |  |  |        |        |        |
|  | Coritiba FC          | 4                | 3            | Coritiba FC    | 1 | 1             |               |               |  |  |            |            |            |  |  |        |        |        |
|  |                      |                  |              |                |   |               |               |               |  |  |            |            |            |  |  |        |        |        |
|  |                      | SC Internacional | 3            | 0              |   |               |               |               |  |  |            |            |            |  |  |        |        |        |
|  | CR Flamengo          | SC Internacional | 3            | 0              | 0 | 3             |               |               |  |  |            |            |            |  |  |        |        |        |
|  | CR Flamengo          |                  |              |                | 0 | 3             |               |               |  |  |            |            |            |  |  |        |        |        |
|  | Fortaleza EC         | 0                | 0            |                |   |               |               |               |  |  |            |            |            |  |  |        |        |        |
|  | Fortaleza EC         | 0                | 0            | CR Flamengo    | 0 | 1             |               |               |  |  |            |            |            |  |  |        |        |        |
|  |                      |                  |              | CR Flamengo    | 0 | 1             |               |               |  |  |            |            |            |  |  |        |        |        |
|  |                      | SC Internacional | 0            | 2              |   |               |               |               |  |  |            |            |            |  |  |        |        |        |
|  | Náutico Capibaribe   | SC Internacional | 0            | 2              | 0 | 0             |               |               |  |  |            |            |            |  |  |        |        |        |
|  | Náutico Capibaribe   |                  |              |                | 0 | 0             |               |               |  |  |            |            |            |  |  |        |        |        |
|  | SC Internacional     | 3                | 2            |                |   |               |               |               |  |  |            |            |            |  |  |        |        |        |

## Finalspiele

### Hinspiel
| SC Corinthians                                   | SC Corinthians | SC Internacional | SC Internacional |
| ------------------------------------------------ | --- | --- | ---------------- |
| SC Corinthians                                   | \| 17. Juni 2009 in São Paulo (Estádio do Pacaembu) \| \| Ergebnis: 2:0 (1:0) \| \| Zuschauer: 36.614 \| \| Schiedsrichter: Héber Lopes \|                                                        | \| 17. Juni 2009 in São Paulo (Estádio do Pacaembu) \| \| Ergebnis: 2:0 (1:0) \| \| Zuschauer: 36.614 \| \| Schiedsrichter: Héber Lopes \|                                                  | SC Internacional |
| SC Corinthians                                   | Felipe, Alessandro, Chicão, William, Marcelo Oliveira (83. Diego Sacoman), Cristian Baroni, Elias, Douglas, Jorge Henrique (89. Souza), Dentinho (70. Boquita), Ronaldo Cheftrainer: Mano Menezes | Lauro, Danilo Silva, Índio, Álvaro, Marcelo Cordeiro, Sandro Raniere (75. Giuliano), Magrão, Pablo Guiñazú, Andrezinho (83. Glaydson), Taison, Alecsandro, (57. Leandrão) Cheftrainer: Tite | SC Internacional |
| SC Corinthians                                   | 1:0 Jorge Henrique (26.) 2:0 Ronaldo (53.) | | SC Internacional |
| SC Corinthians                                   | Alessandro, Douglas, Boquita, Souza | Índio, Sandro, Magrão | SC Internacional |
| SC Corinthians                                   | Leandrão (79.) | | SC Internacional |
| 17. Juni 2009 in São Paulo (Estádio do Pacaembu) | | |                  |
| Ergebnis: 2:0 (1:0)                              | | |                  |
| Zuschauer: 36.614                                | | |                  |
| Schiedsrichter: Héber Lopes                      | | |                  |

### Rückspiel
| SC Internacional                                 | SC Internacional | SC Corinthians | SC Corinthians |
| ------------------------------------------------ | --- | --- | -------------- |
| SC Internacional                                 | \| 1. Juli 2009 in Porto Alegre (Estádio Beira-Rio) \| \| Ergebnis: 2:2 (0:2) \| \| Zuschauer: 50.286 \| \| Schiedsrichter: Ricardo Marques Ribeiro \|                                   | \| 1. Juli 2009 in Porto Alegre (Estádio Beira-Rio) \| \| Ergebnis: 2:2 (0:2) \| \| Zuschauer: 50.286 \| \| Schiedsrichter: Ricardo Marques Ribeiro \|                                       | SC Corinthians |
| SC Internacional                                 | Lauro, Bolivar (87. Danilo Silva), Índio, Danny Morais, Kléber, Magrão, Glaydson (45. Alecsandro), Pablo Guiñazú, Andrés D’Alessandro, Taison (65. Andrezinho), Nilmar Cheftrainer: Tite | Felipe, Alessandro, Chicão, William, André Santos (79. Diego Sacoman), Cristian Baroni (73. Boquita), Elias, Douglas, Jorge Henrique, Dentinho (82. Jean), Ronaldo Cheftrainer: Mano Menezes | SC Corinthians |
| SC Internacional                                 | 1:2 Alecsandro (70.) 2:2 Alecsandro (77.) | 0:1 Jorge Henrique (19.) 0:2 André Santos (27.) | SC Corinthians |
| SC Internacional                                 | Bolivar, Índio, Taison, Nilmar | André Santos, Douglas, Sacoman, Jean | SC Corinthians |
| SC Internacional                                 | D’Alessandro (74.) | Elias (83.) | SC Corinthians |
| 1. Juli 2009 in Porto Alegre (Estádio Beira-Rio) | | |                |
| Ergebnis: 2:2 (0:2)                              | | |                |
| Zuschauer: 50.286                                | | |                |
| Schiedsrichter: Ricardo Marques Ribeiro          | | |                |

## Die Meistermannschaft
| 3. | SC Corinthians |
|    | - Tor: Felipe, Júlio César, Danilo, Rafael Santos - Abwehr: Pablo, William, Renato Chaves, Diego Sacoman, Diogo, Bruno Bertucci, Dênis, Chicão, Alessandro, Jean, Edgar Balbuena, André Santos, Dodô, Wellington Saci - Mittelfeld: Andrezinho, Morais, Marcelo Oliveira, Bruno Octávio, Jadson, Boquita, Cristian Baroni, Elias, Douglas, Moradei, Eduardo, Edú, Edno Cunha - Angriff: Marcelinho, Rafael Magalhaes, Bill, Jorge Henrique, Dentinho, Ronaldo, Otacílio Neto, Henrique, Souza |

## Torschützenliste
| Pl. | Nat.        | Spieler      | Verein        | Tore   |
| --- | ----------- | ------------ | ------------- | ------ |
| 1   | Brasilianer | Taison       | Internacional | 7 Tore |
| 2   | Brasilianer | Alecsandro   | Internacional | 6 Tore |
| 3   | Brasilianer | Elton        | Vasco da Gama | 5 Tore |
| 3   | Brasilianer | Gilmar Silva | Náutico       | 5 Tore |
| 3   | Brasilianer | Kempes       | Criciúma      | 5 Tore |
| 3   | Brasilianer | Marcelinho   | Coritiba      | 5 Tore |
| 3   | Brasilianer | Kieza        | Americano     | 5 Tore |

## Zuschauer

### Meistbesuchte Spiele
| Pl. | Anzahl | Heim             | Ergebnis | Gast          | Stadion   | Datum        | Spieltag                |
| --- | ------ | ---------------- | -------- | ------------- | --------- | ------------ | ----------------------- |
| 1   | 68.299 | CR Vasco da Gama | 1:1      | Corinthians   | Maracanã  | 27. Mai 2009 | Halbfinale Hinspiel     |
| 2   | 64.533 | Fluminense       | 2:2      | Corinthians   | Maracanã  | 20. Mai 2009 | Viertelfinale Rückspiel |
| 3   | 50.294 | Flamengo         | 1:4      | Internacional | Maracanã  | 13. Mai 2009 | Viertelfinale Hinspiel  |
| 4   | 50.286 | Internacional    | 2:2      | Corinthians   | Beira-Rio | 1. Juli 2009 | Finale Rückspiel        |
| 5   | 44.739 | Fortaleza EC     | 0:3      | Flamengo      | Castelo   | 6. Mai 2009  | Achtelfinale Rückspiel  |
| 6   | 42.453 | Internacional    | 2:1      | Flamengo      | Beira-Rio | 20. Mai 2007 | Viertelfinale Rückspiel |

### Wenigsten besuchten Spiele
| Pl. | Anzahl | Heim                 | Ergebnis | Gast          | Stadion     | Datum            | Spieltag          |
| --- | ------ | -------------------- | -------- | ------------- | ----------- | ---------------- | ----------------- |
| 1   | 164    | J. Malucelli Futebol | 2:1      | Guarani FC    | Malucelli   | 18. Februar 2009 | 1. Runde Hinspiel |
| 2   | 263    | ADRC Icasa           | 0:2      | Portuguesa    | Castelo     | 18. Februar 2009 | 1. Runde Hinspiel |
| 3   | 387    | SD Serra FC          | 2:3      | CS Alagoano   | Robertão    | 4. März 2009     | 1. Runde Hinspiel |
| 4   | 497    | Barras FC            | 0:1      | Clube do Remo | Juca Fortes | 4. März 2009     | 1. Runde Hinspiel |
| 5   | 597    | Central SC           | 2:0      | Ceará SC      | Lacerdão    | 4. März 2009     | 1. Runde Hinspiel |
| 6   | 699    | Americano FC (RJ)    | 2:0      | Santa Cruz FC | Nogueirão   | 18. Februar 2009 | 1. Runde Hinspiel |